# Гец, Стелла
Стелла Гец (норв. Stella Getz; род. 10 октября 1976) — норвежская исполнительница евродэнса.

## Биография
За свою сравнительно недолгую музыкальную карьеру в середине 1990-х годов записала несколько синглов и один полноценный альбом. Самым известным хитом Стеллы была композиция «Friends», некоторое время доминировавшая в чартах. Стелла совместно гастролировала с другими популярными в 1990-х годах проектами, такими как Доктор Албан и 2 Unlimited.

## Дискография

### Альбомы
- 1994: Forbidden Dreams

### Синглы
- 1993: Friends
- 1994: Dr. Love
- 1994: Yeah Yeah
- 1994: All in All
- 1995: Get a Grip
- 1996: Ta-Di-Di-Boom